# Nicsara karnyi
Nicsara karnyi är en insektsart som beskrevs av Willemse, C. 1932. Nicsara karnyi ingår i släktet Nicsara och familjen vårtbitare. Inga underarter finns listade i Catalogue of Life.